# Оук (Небраска)
Оук (енгл. Oak) град је у америчкој савезној држави Небраска.

## Демографија
По попису из 2010. године број становника је 66, што је 6 (10,0%) становника више него 2000. године.
| Група             | 2000.       | 2010.      |
| Белци             | 60 (100,0%) | 64 (97,0%) |
| Афроамериканци    | 0 (0,0%)    | 0 (0,0%)   |
| Азијати           | 0 (0,0%)    | 0 (0,0%)   |
| Хиспаноамериканци | 0 (0,0%)    | 1 (1,5%)   |
| Укупно            | 60          | 66         |